# فرانك هانكنسون
فرانك هانكنسون (بالإنجليزية: Frank Hankinson)‏ هو لاعب كرة قاعدة أمريكي، ولد في 29 أبريل 1856 في نيويورك في الولايات المتحدة، وتوفي في 5 أبريل 1911 في باليسادس بارك في الولايات المتحدة.

## وصلات خارجية
- فرانك هانكنسون على موقعبيزبول رفرنس.كوم (الدوري الرئيسي) (الإنجليزية)
- فرانك هانكنسون على موقعبيزبول رفرنس.كوم (الدوري الثانوي) (الإنجليزية)